# エクセレント
エクセレント（Xcellent、2001年 - ）とはニュージーランドの競走馬である。

## 経歴
2004年のメルセデスダービー（ニュージーランドダービー）、2005年のニュージーランドステークスをはじめ、ニュージーランドのG1を4勝した。ニュージーランドの年度代表馬に2シーズン（2004/05年および2005/06年）連続して選ばれているように国内では無敵を誇るが、隣国オーストラリアでは勝つまでにはいたらなかった。ただ、2005年のメルボルンカップでマカイビーディーヴァの3着がある。2006年、ワイカトドラフトスプリントで復帰を予定していたが、直前に屈腱炎を発症し予定されていたドバイ遠征も白紙となった。
その後1年以上に渡る休養の後、オーストラリアのストラドブロークハンデキャップ (G1) で復帰した。このレースは18着に終わったが、2007年末にグレートノーザンチャレンジステークス (G3) を勝つなど良化の兆しを見せていた。しかし、2008年1月にトレンサムステークス (G3) に勝利した直後、重度の故障（左前球節の骨折と靱帯断裂）が発覚し引退を決定した。

## 血統表
| エクセレントの血統ノーザンダンサー系 / アウトブリード | エクセレントの血統ノーザンダンサー系 / アウトブリード | エクセレントの血統ノーザンダンサー系 / アウトブリード | （血統表の出典）      | （血統表の出典） |
| 父 Pentire 1992 鹿毛                                  | 父の父Be My Guest 1974 栗毛                           | Northern Dancer                                       | Nearctic              | Nearctic         |
| 父 Pentire 1992 鹿毛                                  | 父の父Be My Guest 1974 栗毛                           | Northern Dancer                                       | Natalma               |                  |
| 父 Pentire 1992 鹿毛                                  | 父の父Be My Guest 1974 栗毛                           | What a Treat                                          | Tudor Minstrel        | Tudor Minstrel   |
| 父 Pentire 1992 鹿毛                                  | 父の父Be My Guest 1974 栗毛                           | What a Treat                                          | Rare Treat            |                  |
| 父 Pentire 1992 鹿毛                                  | 父の母Gull Nook 1983 鹿毛                             | Mill Reef                                             | Never Bend            | Never Bend       |
| 父 Pentire 1992 鹿毛                                  | 父の母Gull Nook 1983 鹿毛                             | Mill Reef                                             | Milan Mill            |                  |
| 父 Pentire 1992 鹿毛                                  | 父の母Gull Nook 1983 鹿毛                             | Bempton                                               | Blankey               | Blankey          |
| 父 Pentire 1992 鹿毛                                  | 父の母Gull Nook 1983 鹿毛                             | Bempton                                               | Hardiemma             |                  |
| 母 Excelo 1993 栗毛                                   | 母の父Centro 1987 鹿毛                                | Century                                               | Better Boy            | Better Boy       |
| 母 Excelo 1993 栗毛                                   | 母の父Centro 1987 鹿毛                                | Century                                               | Royal Suite           |                  |
| 母 Excelo 1993 栗毛                                   | 母の父Centro 1987 鹿毛                                | Ease and Comfort                                      | Vain                  | Vain             |
| 母 Excelo 1993 栗毛                                   | 母の父Centro 1987 鹿毛                                | Ease and Comfort                                      | Wiley Trade           |                  |
| 母 Excelo 1993 栗毛                                   | 母の母Dominadora 1977 栗毛                            | Sir Tristram                                          | Sir Ivor              | Sir Ivor         |
| 母 Excelo 1993 栗毛                                   | 母の母Dominadora 1977 栗毛                            | Sir Tristram                                          | Isolt                 |                  |
| 母 Excelo 1993 栗毛                                   | 母の母Dominadora 1977 栗毛                            | Vickyjoy                                              | Sabaean               | Sabaean          |
| 母 Excelo 1993 栗毛                                   | 母の母Dominadora 1977 栗毛                            | Vickyjoy                                              | False Credit F-No.7-d |                  |